# Сентер-Сандвіч (Нью-Гемпшир)
Сентер-Сандвіч (англ. Center Sandwich) — переписна місцевість (CDP) в США, в окрузі Керролл штату Нью-Гемпшир. Населення — 156 осіб (2020).

## Географія
Сентер-Сандвіч розташований за координатами 43°48′43″ пн. ш. 71°26′29″ зх. д. / 43.81194° пн. ш. 71.44139° зх. д. (43.811951, -71.441453).  За даними Бюро перепису населення США в 2010 році переписна місцевість мала площу 1,53 км², з яких 1,53 км² — суходіл та 0,00 км² — водойми.

## Демографія
Згідно з переписом 2010 року, у переписній місцевості мешкали 123 особи в 63 домогосподарствах у складі 33 родин. Густота населення становила 80 осіб/км².  Було 89 помешкань (58/км²).
Расовий склад населення:
| - 97,6 % — білих - 0,8 % — корінних американців |

До двох чи більше рас належало 1,6 %. Частка іспаномовних становила 0,0 % від усіх жителів.
За віковим діапазоном населення розподілялося таким чином: 16,3 % — особи молодші 18 років, 52,8 % — особи у віці 18—64 років, 30,9 % — особи у віці 65 років та старші. Медіана віку мешканця становила 54,8 року. На 100 осіб жіночої статі у переписній місцевості припадало 70,8 чоловіків;  на 100 жінок у віці від 18 років та старших — 58,5 чоловіків також старших 18 років.
За межею бідності перебувало 47,1 % осіб, у тому числі 88,9 % дітей у віці до 18 років та 23,1 % осіб у віці 65 років та старших.
Цивільне працевлаштоване населення становило 54 особи. Основні галузі зайнятості: мистецтво, розваги та відпочинок — 50,0 %, транспорт — 14,8 %, освіта, охорона здоров'я та соціальна допомога — 11,1 %, роздрібна торгівля — 7,4 %.